# 尼爾·帕里什

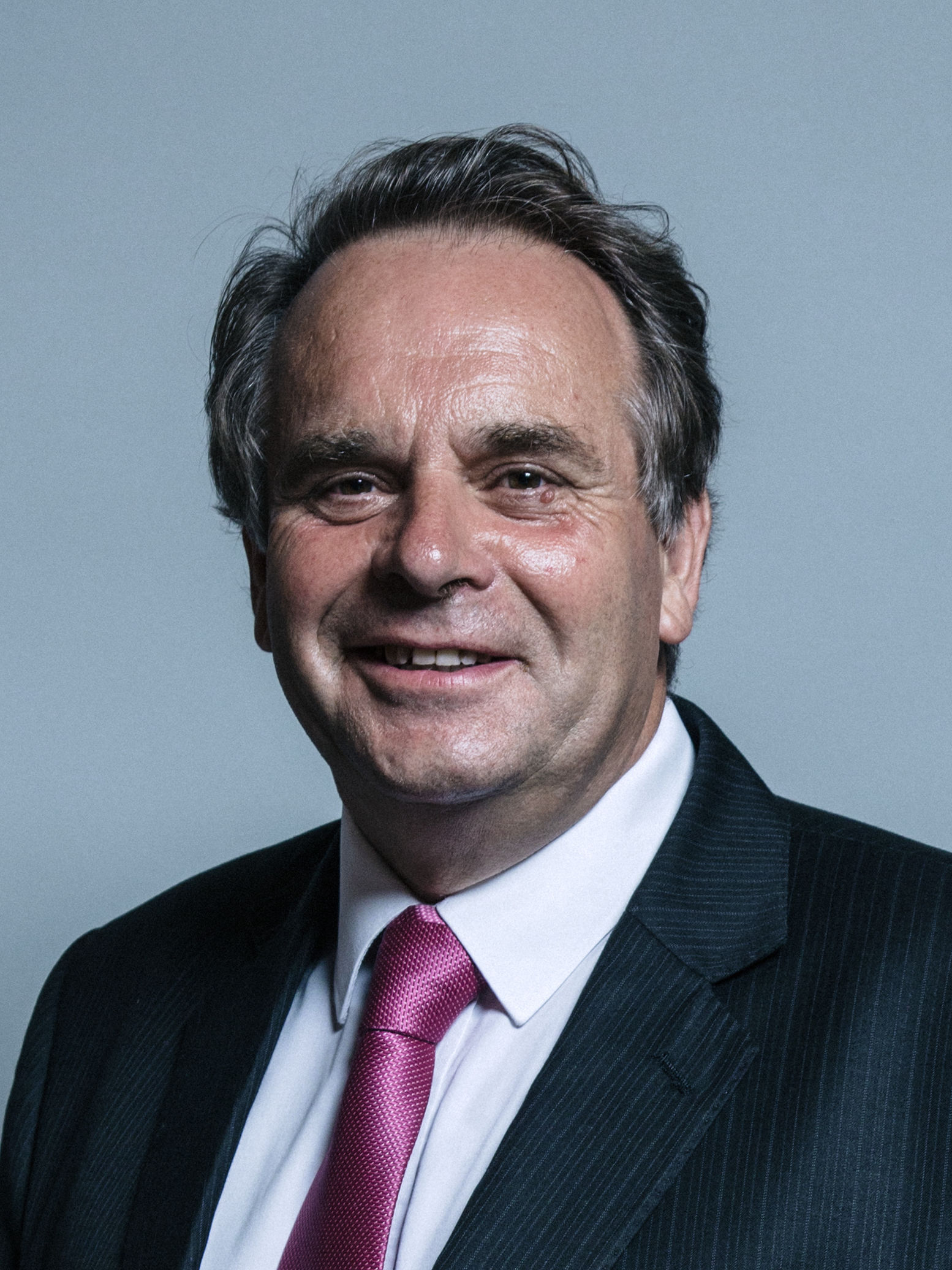

尼爾·帕里什（英語：Neil Parish，1956年5月26日—）是一位英格蘭政治人物，他的黨籍是保守黨。他曾在2010年至2022年間擔任蒂弗頓和霍尼頓選區下議院議員。他已經結婚並有兩個孩子。